# 生鏽橋王
生銹橋王（英語：United We Stand），香港電視廣播有限公司製作拍攝的電視劇，監製邱家雄。1984年5月14日晚上20:30-21:30首播，1985年2月19-21日深夜在翡翠台重播。另曾於1986年12月下午，1990年1月星期六中午，1998年2月清晨在翡翠台重播。

## 故事大綱
20世纪初期的香港，海盗为患，其中以汪洋大盗谭照保﹝ 秦煌飾 ﹞势力最大，勾结警察，截劫商船；因此与洋买办何乐庭 ( 劉兆銘飾 ) 结下仇怨。当时官场黑暗，贪污舞弊，例外的只有捕头雷振江﹝ 冯淬帆飾 ﹞父子。振江为人正直忠厚，兒子雷子龙﹝ 陶大宇飾 ﹞灵活变通，两皆尽忠职守。
樂庭要求警方消灭海盗，振江率众火烧照保的船队。照保勃然大怒，但碍于势力未足与樂庭抗衡，唯有暂忍，后把心一横，设计娶得贼寨主林二嫂 ( 李香琴飾 ) 为妻，合并势力，然后四出作乱，令振江疲于奔命。后警方假意招抚照保入警队，实则利用他包庇赌场、妓院，互相敛财。冤家路窄，振江被编归照保旗下，照保正中下怀，处处与振江为难，令振江啼笑皆非。
话分两头，子龙的好友董鹏飞﹝ 苗侨伟飾 ﹞回港发展。鵬飞是一名典型的机会主义者，他深知有力的靠山是他发财的捷径，于是千方百计结交照保，以求从中取利。后認識了樂庭，更觉喜出望外。鹏飞尽量表现自己，以博樂庭赏识，惜樂庭毫不动容，令鹏飞沮丧不已。当鹏飞得悉庭的独生女何道蕴﹝ 翁美玲分飾 ﹞学成返港，又再百般讨好道蕴，以图藉此打通与何家的关系。
另一方面，二嫂之女林佩英﹝ 翁美玲分飾 ﹞暗恋子龙多年，但子龙却不喜其“牛王”作风，对她若即若离。及子龍遇見道蕴，惊为天人，即展开全力追求，对佩英更加冷淡。机缘巧合，道蕴与佩英相遇，赫然发现双方相貌一模一样。根查之下，道蕴始得知自己亦为二嫂亲生，而佩英发现道蕴是自己情敌，对道蕴顿起反感，一段错综复杂，却又诙谐惹笑的四角恋爱，随即展开。

## 演员表
| 角色   | 演员   |
| ------ | ------ |
| 董鹏飞 | 苗侨伟 |
| 何道蕴 | 翁美玲 |
| 林佩英 | 翁美玲 |
| 雷子龙 | 陶大宇 |
| 雷振光 | 冯淬帆 |
| 何乐庭 | 刘兆铭 |
| 谭照保 | 秦煌   |
| 林二嫂 | 李香琴 |
| 梁大海 | 李扬道 |

## 電視節目的變遷
| 英屬香港無綫電視翡翠台 星期一至五 20:30-21:30 | 英屬香港無綫電視翡翠台 星期一至五 20:30-21:30 | 英屬香港無綫電視翡翠台 星期一至五 20:30-21:30 |
| --------------------------------------------- | --------------------------------------------- | --------------------------------------------- |
|                                               | 生鏽僑王 （1984.05.14 - 1984.06.08）          |                                               |
| 笑傲江湖 （1984.04.02 - 1984.05.11）          | 信是有緣 （1984.06.11 - 1984.07.06）          |                                               |